# Drie Egypten

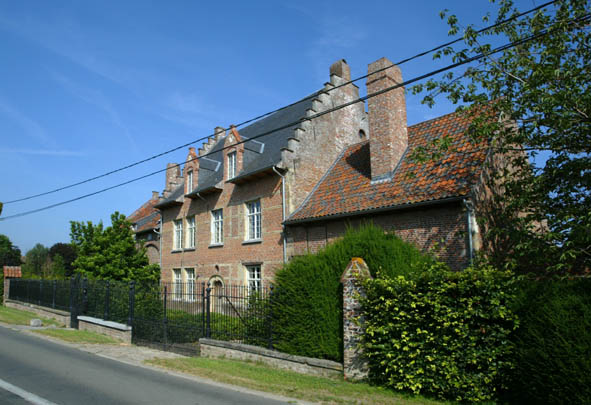
Drie Egypten

Drie Egypten is een voormalige hoeveafspanning of herberg en is sinds 1642 gelegen langs de Drie Egyptenbaan, de hoofdweg die Geraardsbergen en Ninove met Brussel verbindt. Het is het oudste stenen huis van Gooik. Vroeger konden reizigers hier iets eten en bedevaarders die het Heilige Kruis van De Woestijn of de Woestijnkapel kwamen bezichtigen, konden er overnachten.

## Etymologie
In de volksmond wordt dit huis  tot op vandaag ’t Zjiept’ genoemd. Er bestaan verschillende legenden die de naam ‘zjiept’ mogelijks kunnen verklaren. ‘Zjiepten’ zou volgens de eerste verklaring kunnen komen van ‘zjiepenèssen’, dit zijn zigeunervrouwen, die dan met z’n drieën de herberg uitbaatten.
Een tweede mogelijke verklaring luidt: ‘zjiepten’ waren een soort kleine imaginaire wezentjes zoals kabouters en feeën. Zij verbleven in de herberg en knapten allerlei klusjes op bij mensen zoals de vloer schrobben, de afwas doen, schoenen poetsen… Ze hadden een grondige hekel aan iedereen die slechte bedoelingen had of oneerlijk was.  Zo vertelt de legende dat hier ooit een boer woonde die vaak op een oneerlijke manier zijn geld verdiende. In de oogsttijd stal hij schoven graan van de velden in de buurt om ze vervolgen in zijn eigen schuur op te slaan.  Toen de ‘zjiepten’ dit zagen, haalden ze dubbel zoveel schoven bij de boer weg. Hoe meer schoven hij stal, hoe minder hij  er uiteindelijk zelf overhield.
Ook kan ‘Drie Egypten’ de volkse vernederlandsing van ‘drie zijpen’ zijn. Een zijp klinkt in het Gooiks dialect als ‘zép’ en betekent geul of groebe. In Neigembos, dat zich achter het huis uitstrekt, zijn er inderdaad drie geulen, meer specifiek gletsjergeulen uitgespoeld in de laatste ijstijd. De 't' die werd toegevoegd in ‘zjiept’ maakt er op die manier een plaatsnaam van zoals in Hasselt, Herent of Kermt. ‘Drie Egypten’ verwijst dus mogelijk naar de drie geulen gelegen in Neigembos.

## Architectuur
Het hoofdgebouw is duidelijk opgetrokken in renaissancestijl evenals de trapgevels. Aan de straatzijde is het domein afgesloten met een hek en een haagkant. De woning heeft een leien zadeldak. In de gevel zitten vierhoekige raamopeningen en een rondboogdeur. De woning heeft trapzijgevels. In het lagergelegen bijgebouw bevindt zich een rechthoekige poort. Dit gebouwtje heeft een pannen dak. Aan de andere zijde van de woning staat een bakstenen bijgebouw. Boven de deuromlijsting vindt men het jaartal "1642" terug.
Het burgerhuis Drie Egypten werd aangeduid als vastgesteld bouwkundig erfgoed sinds 2009.

## Eigenaars
In 1642 liet de van Pamel afkomstige Nicolaus Walravens deze woning optrekken, die toen en de volgende 140 jaar, fungeerde als hoeveafspanning (of herberg). Walravens was gedurende ruime tijd drossaard van het graafschap Gooik. Bij diens overlijden anno 1666 kwam de Drie Egypten in bezit van zijn zonen Nicolaus (1638-1692) en Cornelius Petrus (1639-1710), die er de uitbating en brouwerij van op zich namen. Cornelius Petrus Walravens nam in 1692 de herberg volledig over. Wederom bij erfenis kwam de Drie Egypten in bezit van de familie Cools. Eigenaars hiervan waren vader en zoon Ludovicus (1685-1762) en Joannes-Baptista (1718-1782) Cools.
Na het overlijden van Joannes-Baptista werd het goed van de hand gedaan en aangekocht door Jacques Wijns (1738-1810), notaris te Brussel en burgemeester-secretaris van Onze-Lieve-Vrouw-Lombeek. Deze liet de woning volledig ombouwen tot een burgerhuis.
In latere jaren kwam de burgerwoning Drie Egypten opnieuw in bezit van de familie Cools. Zo erfde Adriana Cools (1791-1879) het goed van haar overleden echtgenoot Petrus Wyns (1777-1840), zoon van Jacques Wijns. Daarbij was Adriana Cools een achternicht van Joannes-Baptista Cools.
In 1860 was volgens de Heemkundige Kring van Gooik ene Michaël De Ro woonachtig in de burgerwoning.
Rond 1900 was de Drie Egypten dan weer opnieuw in bezit van een familie Walravens. Carolus "Karel" Walravens (1845-1930) was toentertijd eigenaar van de woning en liet talrijke fruitbomen en andere teelten, waaronder paddenstoelen aanplanten. Zo geeft de heemkundige kring prijs. Hierna werd zijn zoon Jozef eigenaar. Die gehuwd was met Antoinette Maillard. Deze familie Walravens heeft echter geen directe verwantschap met de voorgenoemde familie Walravens.
Anno 1966 werd de toenmalige hoeveafspanning opnieuw verkocht, en kwam deze in bezit van Eerwaarde Heer Sterckx. Die de noodgedwongen restauratiewerken "oordeelkundig" liet uitvoeren.